# Harry Giles
Harry Lee Giles III (Winston-Salem, 22 aprile 1998) è un cestista statunitense.

## Carriera
È stato selezionato dai Portland Trail Blazers al primo giro del Draft NBA 2017 (20ª scelta assoluta).

## Statistiche

### College
| Anno      | Squadra          | PG | PT | MP   | TC%  | 3P% | TL%  | RP  | AP  | PRP | SP  | PP  |
| --------- | ---------------- | -- | -- | ---- | ---- | --- | ---- | --- | --- | --- | --- | --- |
| 2016-2017 | Duke Blue Devils | 26 | 6  | 11,5 | 57,7 | -   | 50,0 | 3,8 | 0,3 | 0,3 | 0,7 | 3,9 |
| Carriera  | Carriera         | 26 | 6  | 11,5 | 57,7 | -   | 50,0 | 3,8 | 0,3 | 0,3 | 0,7 | 3,9 |

### NBA

#### Regular Season
| Anno      | Squadra             | PG  | PT | MP   | TC%  | 3P%  | TL%  | RP  | AP  | PRP | SP  | PP  |
| --------- | ------------------- | --- | -- | ---- | ---- | ---- | ---- | --- | --- | --- | --- | --- |
| 2018-2019 | Sacramento Kings    | 58  | 0  | 14,1 | 50,3 | 0,0  | 63,7 | 3,8 | 1,5 | 0,5 | 0,4 | 7,0 |
| 2019-2020 | Sacramento Kings    | 46  | 17 | 14,5 | 55,4 | 0,0  | 77,6 | 4,1 | 1,3 | 0,5 | 0,4 | 6,9 |
| 2020-2021 | Portland T. Blazers | 38  | 0  | 9,2  | 43,3 | 34,8 | 59,3 | 3,5 | 0,8 | 0,2 | 0,3 | 2,8 |
| 2023-2024 | Brooklyn Nets       | 16  | 0  | 5,1  | 50,0 | 27,3 | 53,8 | 1,6 | 0,4 | 0,1 | 0,2 | 3,4 |
| 2023-2024 | L.A. Lakers         | 7   | 0  | 2,7  | 16,7 | 0,0  | -    | 0,6 | 0,0 | 0,1 | 0,0 | 0,3 |
| Carriera  | Carriera            | 165 | 17 | 11,7 | 50,8 | 24,4 | 66,1 | 3,5 | 1,1 | 0,4 | 0,3 | 5,4 |

#### Playoffs
| Anno     | Squadra             | PG | PT | MP  | TC% | 3P% | TL% | RP  | AP  | PRP | SP  | PP  |
| -------- | ------------------- | -- | -- | --- | --- | --- | --- | --- | --- | --- | --- | --- |
| 2021     | Portland T. Blazers | 1  | 0  | 4,0 | 0,0 | -   | -   | 3,0 | 0,0 | 0,0 | 0,0 | 0,0 |
| Carriera | Carriera            | 1  | 0  | 4,0 | 0,0 | -   | -   | 3,0 | 0,0 | 0,0 | 0,0 | 0,0 |